# Distretto di Vobkent
Il distretto di Vobkent è uno degli 11 distretti della Regione di Bukhara, in Uzbekistan. Il capoluogo è Vobkent.